# 대한민국 형법 제178조
대한민국 형법 제178조는 일수와 수리에 관한 죄에 대한 형법각칙의 조문이다. 1953년 9월 18일에 제정되어 1953년 10월 3일 법률 제293호로 시행되었다. 본 조가 정한 죄의 미수범, 예비 또는 음모한 자도 처벌한다.

## 조문
제178조(공용건조물등에의 일수) 물을 넘겨 공용 또는 공익에 공하는 건조물, 기차, 전차, 자동차, 선박, 항공기 또는 광갱을 침해한 자는 무기 또는 2년 이상의 징역에 처한다.

第178條 (公用建造物等에의 溢水)물을 넘겨 公用 또는 公益에 供하는 建造物, 汽車, 電車, 自動車, 船舶, 航空機 또는 鑛坑을 浸害한 者는 無期 또는 2年 以上의 懲役에 處한다.

## 참고 문헌
- 김재윤, 손동권, 새로운 형법각론, 율곡출판사, 2013. ISBN 978-89-974283-4-2

## 같이 보기
- 과실일수죄